# Paweł Pollak
Paweł Pollak (ur. 1967) – polski pisarz, tłumacz języka szwedzkiego, wydawca, tłumacz przysięgły i bloger. Autor powieści kryminalnych. Przekładał m.in. twórczość Hjalmara Söderberga oraz książki Hjalmara Bergmana, Håkana Nessera i Johanny Nilsson. Publikuje wykorzystując self-publishing.

## Życiorys
Wrocławianin, absolwent filologii szwedzkiej na Uniwersytecie im. Adama Mickiewicza w Poznaniu. W latach 2010–2017 prowadził blog, na którym skupiał się na ostrej krytyce twórczości innych autorów m.in. wykorzystujących self-publishing. W blogosferze znany jako osoba kontrowersyjna z powodu sposobu wyrażania swoich opinii na temat innych autorów, wydawców tłumaczy i innych tematów (w tym kulturalnych, społecznych i politycznych) oraz inicjowania licznych procesów sądowych z innymi autorami bądź wydawcami.
Był współzałożycielem i prowadzącym w latach 2003–2007 stowarzyszenie Fundacja Szwedzka, w której wydawał przetłumaczone przez siebie książki, na które nie mógł znaleźć wydawcy. Prowadził również wydawnictwa: szwedzka.pl oraz Nissaba, w których wydał swoje tłumaczenia i autorski poradnik, na wydanie którego nie mógł znaleźć wydawcy. Publikuje również samodzielnie wykorzystując platformy do samopublikowania.

## Twórczość

### Lista publikacji[33]
- Kanalia. Warszawa: Jacek Santorski & Co., 2006. ISBN 83-60207-74-7[34]
- Jak wydać książkę, 2007[35]
- Niepełni: o miłości wbrew przeciwnościom losu. Warszawa: Prószyński i S-ka, 2009. ISBN 978-83-7648-263-7[36]
- Między prawem a sprawiedliwością. Bydgoszcz: Oficyna Wydawnicza Branta, 2010. ISBN 978-83-61668-26-8[37]; zbiór opowiadań kryminalnych
- Gdzie mól i rdza – Oficynka, 2012[38]; cykl: Komisarz Przygodny (tom 1)
- Zbyt krótkie szczęście – Oficynka, 2014[39]; cykl: Komisarz Przygodny (tom 2)
- Przepustka do męskości; cykl: Komisarz Przygodny (tom 3)

### Przekłady
- Carina Rydberg, Za krawędzią nocy. Katowice: Książnica, 2001. ISBN 83-7132-488-X[40]
- Liza Marklund, Rewanż. Katowice: Książnica, 2002. ISBN 83-7132-572-X[41]
- Hjalmar Bergman, Swedenhielmowie. Wrocław: Fundacja Szwedzka, 2003. ISBN 83-918915-0-X[42]
- Hjalmar Söderberg, Opowiastki. Wrocław: Fundacja Szwedzka, 2003. ISBN 83-918915-1-8[43]
- Christine Falkenland, Mój cień. Wrocław: Fundacja Szwedzka, 2004. ISBN 83-918915-2-6[44]
- Håkan Nesser, Sprawa Ewy Moreno. Warszawa: Jacek Santorski & Co, 2004. ISBN 83-88875-96-5[45]
- Hartwig Hausdorf, Podróże w Krainę X: wizje lokalne w najbardziej tajemniczych regionach świata. Warszawa: Prokop, 2004. ISBN 83-86096-69-1[46]
- Johanna Nilsson, Rebeliantka o zmarzniętych stopach. Wrocław: Fundacja Szwedzka, 2004. ISBN 83-918915-3-4[47]
- Hjalmar Söderberg, Jezus Barabasz: (z pamiętników porucznika Jägerstama). Wrocław: Fundacja Szwedzka, 2004. ISBN 83-918915-4-2[48]
- Hjalmar Söderberg, Młodość Martina Bircka. Warszawa: Jacek Santorski, 2005. ISBN 83-60207-03-8[49]
- Hjalmar Söderberg, Niebłahe igraszki. Wrocław: Wydawnictwo „szwedzka.pl”, 2006. ISBN 83-924542-0-0[50]
- Håkan Nesser, Karambol. Warszawa: Jacek Santorski & Co Agencja Wydawnicza, 2007. ISBN 978-83-60207-87-1[51]
- Peter Nilson, Gwiezdne drogi: książka o kosmosie. Wrocław: Wydawnictwo „szwedzka.pl”, 2008. ISBN 978-83-924542-3-6[52]
- Johanna Nilsson, Sztuka bycia Elą. Zakrzewo: Wydawnictwo Replika, 2008. ISBN 978-83-60383-42-1[53]
- Lisa Marklund, Zamachowiec. Warszawa: Wydawnictwo Czarna Owca, 2010. ISBN 978-83-7554-167-0[54]